# Giovanni Luigi Malvezzi de' Medici
Pour les articles homonymes, voir Famille Malvezzi.
Giovanni Luigi Malvezzi de' Medici (Bologne, 10 septembre 1819 - Ozzano dell'Emilia, 3 octobre 1892) était un homme politique, patriote et homme de lettres italien.

## Biographie
Il est né le 10 septembre 1819 dans une illustre famille bolonaise, fils du comte Francesco et de la comtesse Teresa Malvezzi Carniani. Il a épousé donna Barbara Pio di Savoia Scapinelli, née à Modène le 8 octobre 1823 ; veuf le 29 février 1848, il s'est remarié le 20 septembre 1849 avec Augusta Tanari, née le 2 avril 1831 et décédée le 27 mars 1886. De sa seconde épouse, il a eu cinq enfants, dont le sénateur Nerio. Il est mort dans sa villa à Ozzano dell'Emilia le 3 octobre 1892.

### La vie politique
Pendant sa jeunesse, il a été persécuté par les autorités papales pour ses idées politiques libérales. Il participe aux soulèvements de 1848 (Printemps des peuples), y apportant également une contribution financière, et en 1849, il est nommé chef d'état-major de la garde civile de Bologne. En 1859, il joue un rôle militaire de premier plan dans les soulèvements qui chassent les Autrichiens de Bologne ; il fait partie des personnalités bolonaises qui négocient la reddition des troupes autrichiennes (18 avril 1859), et fait inclure parmi les conditions que les officiers soient autorisés à conserver leurs épées. Le 12 juin, après le départ du légat pontifical, il est nommé membre du conseil du gouvernement provisoire où il représente les intérêts modérés et libéraux de Marco Minghetti, qui soutient le référendum pour l'union de Bologne avec les États de Savoie. Ayant obtenu une majorité écrasante pour l'union, la junte remet tous les pouvoirs entre les mains du commissaire Massimo d'Azeglio.
Giovanni Malvezzi est alors président de la commission municipale de Bologne et conseiller d'État dans le gouvernement de Romagne, où il est élu député. Le 3 septembre 1859, il est élu commandant général de la Garde nationale de Bologne. Le 18 mars 1860, Bologne et les provinces de Romagne sont annexées au royaume de Sardaigne. À cette date, Victor Emmanuel II nomme Malvezzi sénateur du royaume de Sardaigne, mais il n'assiste pratiquement jamais aux séances du Sénat. Il est maire (sindaco) par intérim de Bologne (1872), puis conseiller municipal et conseiller provincial. Il reste en contact étroit avec Marco Minghetti, dont il représente le parti dans la ville.
Il a également été président de plusieurs institutions culturelles et caritatives de Bologne : l'Institut des Beaux-Arts, la Congrégation de la Charité et le Foyer de mendicité. Après sa mort, il a été commémoré au Sénat par le président du Sénat Luigi Carlo Farini et, par souscription publique, un buste en marbre a été réalisé à son effigie, qui est conservé à l'hôtel de ville de Bologne.

### Fonctions politiques et administratives
- Député à l'Assemblée nationale du peuple de Romagne (Bologne) (1859)
- Vice-président du conseil provincial de Bologne
- Président du Conseil provincial de Bologne (14 août 1876-5 juillet 1877)
- Président du conseil municipal de Bologne (21 juillet-3 novembre 1859)
- Premier adjoint au maire de la commune de Bologne (6 février-4 août 1872)

### Fonctions administratives
- Conseiller provincial de Bologne (12 février 1860-3 juin 1869) (11 août 1873-9 octobre 1889)
- Conseiller municipal de Bologne

### Fonctions et titres
- Commandant de la garde civique de Bologne (État pontifical) (10 mai 1849)
- Major général commandant de la Garde nationale de Bologne (3 septembre 1859)
- Président de l'Institut des Beaux-Arts de Bologne
- Président de la Congrégation de la Charité de Bologne
- Président de l'hospice de mendicité de Bologne

### Postes gouvernementaux
- Membre du Conseil du gouvernement provisoire (Bologne) 1859
- Conseiller d'État au gouvernement de Romagne 25 juillet 1859

## Titres et distinctions Décorations

### Titres nobiliaires
- Patricien de Bologne
- La Consulta heraldica lui reconnaît le titre de comte, que sa famille utilise depuis de nombreuses générations, même à un niveau officiel.
- En 1891, il a reçu le titre honorifique de marquis de Castel Guelfo, qui appartenait déjà à une autre branche de sa famille.
- Patriciat de la République de Saint-Marin

### Décorations
- Commandeur de l'Ordre des Saints-Maurice-et-Lazare - 5 octobre 1862
 - Commandeur de l'Ordre de la Couronne d'Italie - 15 octobre 1871
 - Grand Officier de l'Ordre du Christ (Portugal)
 - Commandeur de l'Ordre de l'Aigle rouge (Empire allemand)

## Commissions artistiques
En 1852, il entreprend la rénovation de l'appartement noble de son palais de Bologne, aujourd'hui siège de la province. Il a notamment fait peindre à fresque plusieurs plafonds par Francesco Cocchi et Andrea Pesci et le mur de perspective de la salle du Conseil par Onorato Zanotti. Dans la salle rose, Girolamo Dal Pane a peint à fresque les principaux poètes de l'Antiquité et une scène du Décaméron, tandis que la salle rouge est décorée d'une Danse des heures et de somptueux lustres de Murano.

## Sources
- (it) Cet article est partiellement ou en totalité issu de l’article de Wikipédia en italien intitulé « Giovanni Luigi Malvezzi de' Medici » (voir la liste des auteurs).